# Первомайское сельское поселение (Подгоренский район)
Первомайское се́льское поселе́ние — муниципальное образование в Подгоренском районе Воронежской области Российской Федерации.
Административный центр — хутор Суд-Николаевка.

## Население
| 2010 | 2012 | 2013 | 2014 | 2015 | 2016 | 2017 |
| ---- | ---- | ---- | ---- | ---- | ---- | ---- |
| 773  | ↘752 | ↘718 | ↘704 | ↘696 | ↘666 | ↗671 |
| 2018 |      |      |      |      |      |      |
| ↘663 |      |      |      |      |      |      |

## Состав сельского поселения
| № | Населённый пункт | Тип населённого пункта        | Население |
| - | ---------------- | ----------------------------- | --------- |
| 1 | Марс             | хутор                         | 0         |
| 2 | Покровка         | хутор                         | 54        |
| 3 | Суд-Николаевка   | хутор, административный центр | ↗719      |